# Kreuzauffindung

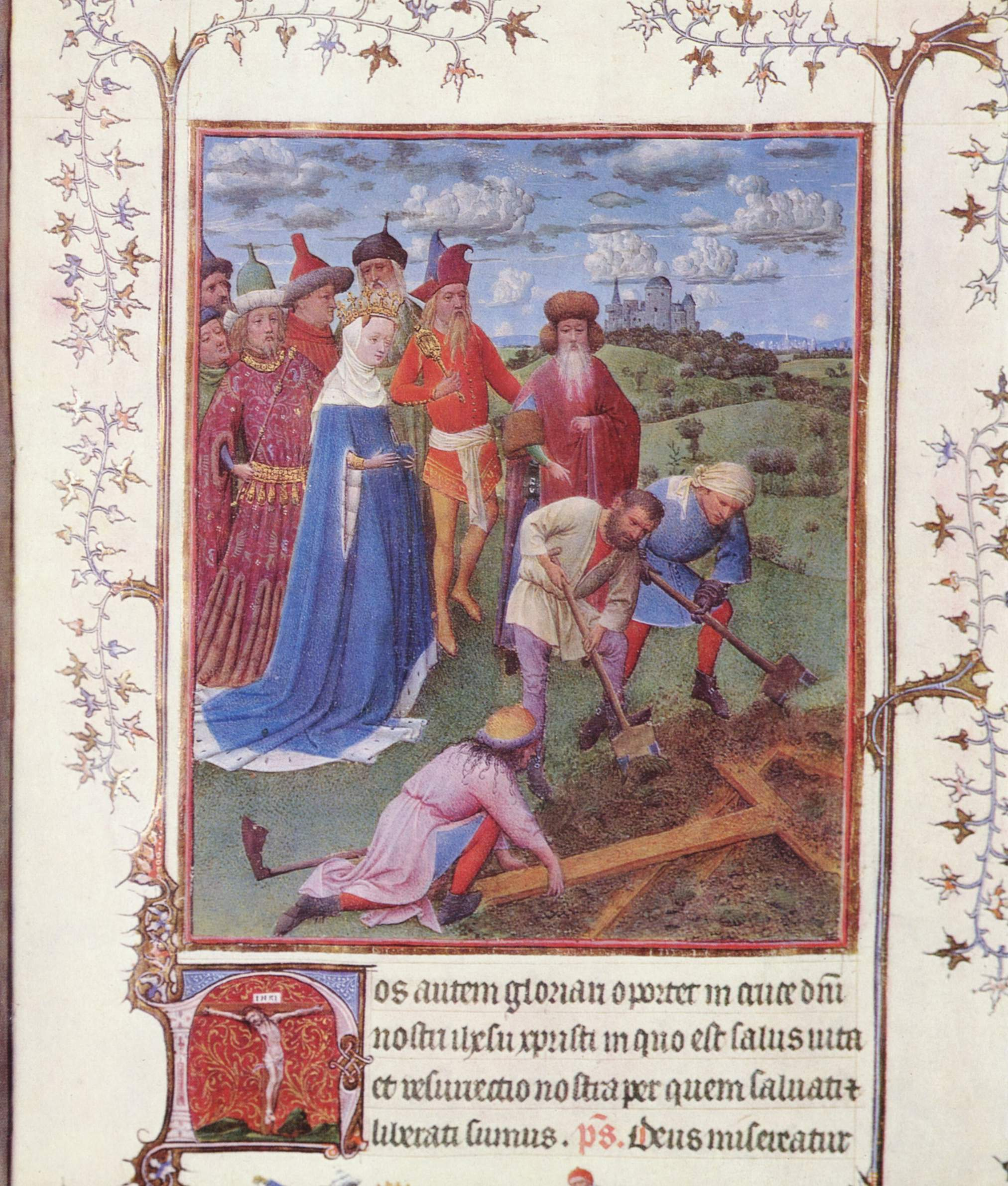
Die Auffindung des wahren Kreuzes durch die hl. Helena (Jan van Eyck)

Kreuzauffindung ist der Name eines am 6. März bzw. 7. Mai des Kirchenjahres in orthodoxen Kirchen und früher am 3. Mai in der römisch-katholischen Kirche begangenen Festes zum Gedächtnis der angeblichen Auffindung des Heiligen Kreuzes durch die hl. Helena.

## Liturgie und Brauchtum
Im Zuge der Neuordnung des liturgischen Kalenders durch das Motu proprio Rubricarum instructum des hl. Johannes XXIII. (1960) wird das Fest der Kreuzauffindung, ab dem im Kirchenjahr früher der Wettersegen gespendet wurde, nur noch regional und in der Form des vor 1969 gültigen römischen Ritus begangen. Seit der Liturgiereform nach dem Zweiten Vatikanischen Konzil wird am Fest der Kreuzerhöhung am 14. September zugleich auch der Auffindung des Heiligen Kreuzes gedacht.
Ungeachtet der Änderung des liturgischen Kalenders bleibt der 3. Mai vielerorts ein im Brauchtum bedeutender Termin, zum Beispiel in Freckenhorst in Westfalen oder in Gau-Bickelheim in Rheinhessen. Dort wird am 3. Mai oder am Sonntag darauf das Fest gefeiert, in Freckenhorst unter dem Namen Krüßing. In Spanien und Lateinamerika heißt es Fiesta de las Cruces (Fest der Kreuze), auch Invención de la Santa Cruz (Auffindung des hl. Kreuzes) oder Cruz de Mayo / Cruzes de Mayo (Maikreuz / Maikreuze). Vor allem in Mexiko, in Guatemala und in El Salvador sowie den Andenländern ist es ein wichtiger Ausdruck der Volksfrömmigkeit.

## Überlieferungen
Die Legende der Kreuzauffindung ist in drei unterschiedlichen Versionen überliefert. Die ursprüngliche Version ist die Helena-Legende, deren Existenz seit den 390er Jahren belegt ist. Demnach reiste Helena, Mutter des römischen Kaisers Konstantin, ins Heilige Land. Das Kreuz Christi wurde um das Jahr 325 nach Hinweisen des Bischofs bei auf Weisung der Kaiserin hin durchgeführten Grabungsarbeiten unter einem heidnischen Tempel gefunden. Von den drei Kreuzen wurde das Kreuz Jesu nach dem Bericht des Ambrosius von Mailand durch den Titulus identifiziert, nach mittelalterlichen Legenden durch eine Totenerweckung bei Berührung des Kreuzes durch eine vornehmen Toten bzw. (in der ursprünglichen Version) Sterbenden, die wieder gesund wurde. Einen Teil der Kreuzreliquien nahm die hl. Helena nach diesen Berichten mit nach Konstantinopel, der Rest soll in Jerusalem verblieben sein. Weitere geschichtliche Hintergründe sind auch unter Kreuzerhöhung zu finden.
Hiervon abgeleitet sind die Protonike-Legende und die Legende um einen Märtyrer namens Judas Cyriacus. In der Legende des Judas Cyriacus findet nicht Helena, sondern der Jude Judas das Kreuz. Nach der Entdeckung konvertierte er zum Christentum, nahm den christlichen Beinamen Cyriacus an und wurde später Bischof von Jerusalem. Im Mittelalter war diese Version sehr beliebt.
Von beiden Versionen weicht die Protonike-Legende deutlich ab, denn in ihr wurde das Geschehen vom 4. in das 1. Jahrhundert vorverlegt. Hauptfigur ist Protonike, eine geschichtlich nicht nachgewiesene Gattin des 41 bis 54 regierenden römischen Kaisers Claudius. Der Name Protonike bedeutet „erster Sieg“ und steht für den Sieg des Christentums über die Heiden und besonders über die Juden. Protonike reiste mit ihren beiden Söhnen und einer jungfräulichen Tochter nach Jerusalem, wo sie den Berg Golgota und das Kreuz Jesu zu sehen wünschte. Das Jerusalemer Kirchenoberhaupt erklärte ihr, der Golgota befinde sich in jüdischem Besitz, die Juden würden die Christen unterdrücken und ihnen den Zugang nicht gestatten. Protonike befahl den Oberen der Juden, den Golgota an die Christen zu übergeben. Als dies getan war, ging Protonike dorthin und fand in Jesu Grab drei Kreuze. Beim Betreten der Grabstätte fiel die jungfräuliche Kaisertochter sofort tot um. Daraufhin sagte ihr ältester Sohn, dass es Christus nicht zulassen würde, dass jemand, der an ihn glaube, seinetwegen sterbe. Also nahm Protonike eines der Kreuze, legte es auf den toten Körper des Mädchens und betete. Als dies ohne Wirkung blieb, versuchte sie dasselbe erfolglos mit dem zweiten Kreuz. Erst als sie das dritte Kreuz nahm und über ihre tote Tochter hielt, kehrte diese augenblicklich ins Leben zurück. Damit war das Kreuz Christi identifiziert. Protonike ließ eine Kirche über dem Ort erbauen und kehrte nach Rom zurück. Dort erzählte sie Claudius von den Ereignissen, worauf der Kaiser alle Juden aufforderte, Italien zu verlassen.
Die Protonikelegende ist nur in syrischer und später in armenischer Sprache überliefert, von den beiden anderen sind Fassungen auf Latein, Griechisch und Aramäisch bekannt. Zu einer späteren Zeit, möglicherweise im 5. Jahrhundert, wurde die Protonike-Legende in die Doctrina Addai integriert. Dies ist die Gründungslegende von Edessa (heute Şanlıurfa), mit welcher die Stadt zu einem der bedeutendsten christlichen Zentren erklärt werden sollte.

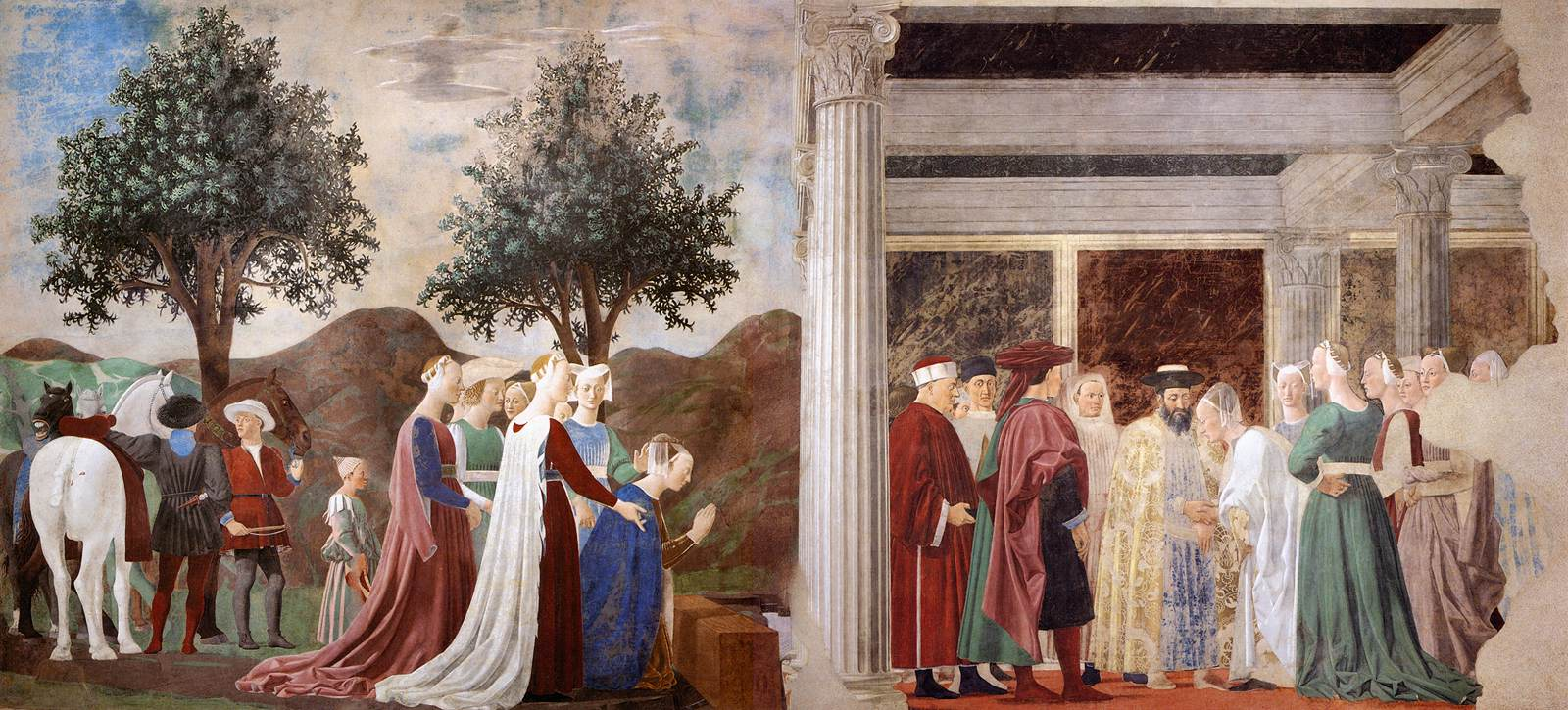
Die Königin von Saba findet den künftigen Kreuzbalken (linke Bildhälfte). Fresko von Piero della Francesca in S. Francesco in Arezzo, um 1460

Die mittelalterliche Legenda Aurea des Jacobus de Voragine erweiterte die Kreuzfindungserzählung durch eine Vorgeschichte: Vom Baum der Erkenntnis habe Seth einen Zweig erhalten, um ihn auf dem Grabe seines Vaters Adam einzupflanzen. Salomo habe den daraus erwachsenen Baum als Bauholz schlagen lassen, doch sei er von den Bauleuten als unpassend verworfen und als Steg über ein Gewässer gelegt worden. Die Königin von Saba habe den Balken als künftiges Kreuzesholz erkannt und Salomo gewarnt, an diesem Holze werde einer hängen, der das jüdische Reich verderben werde. Salomon ließ den Balken vergraben, ein Teich entstand an der Stelle und als das Leiden Christi nahte, schwamm der Balken auf und wurde für die Errichtung des Kreuzes Christi genutzt.

## Historische Betrachtung
Die älteste erhaltene Textfassung der Auffindung des Kreuzes Christi ist die Trauerrede des Bischofs Ambrosius auf den römischen Kaiser Theodosius I. im Jahr 395.  Eine um 390 von dem Bischof Gelasius von Caesarea († 395) in griechischer Sprache niedergeschriebene Version ging verloren. Von ihr fertigte Rufinus von Aquileia Anfang des 5. Jahrhunderts eine lateinische Übersetzung, die er in seine Kirchengeschichte (Historia Ecclesiastica) aufnahm. Dieser Text von Rufinus bildet den Ausgangspunkt für die weitere Überlieferung der Helenalegende in lateinischer und griechischer Sprache.
Nichtchristliche Quellen gibt es über die Kreuzauffindung nicht. Die Erzählungen unterscheiden sich in wesentlichen Punkten voneinander. Archäologische Funde und dergleichen existieren nicht. Nach römisch-katholischer und orthodoxer Sichtweise soll das Kreuz am Ort der Kreuzauffindungskapelle in Jerusalem aufgefunden worden sein.